# Service aérien du gouvernement de Hong Kong
Le service aérien du gouvernement de Hong Kong (政府飛行服務隊, Government Flying Service) est un département de support aérien de la région autonome de Hong Kong.
Il a été créé le 1er avril 1993 juste après la dissolution de son prédécesseur, la Royal Hong Kong Auxiliary Air Force.

## Flotte
En mai 2009, le GFS est équipé de deux appareils à voilure fixe et sept hélicoptères.

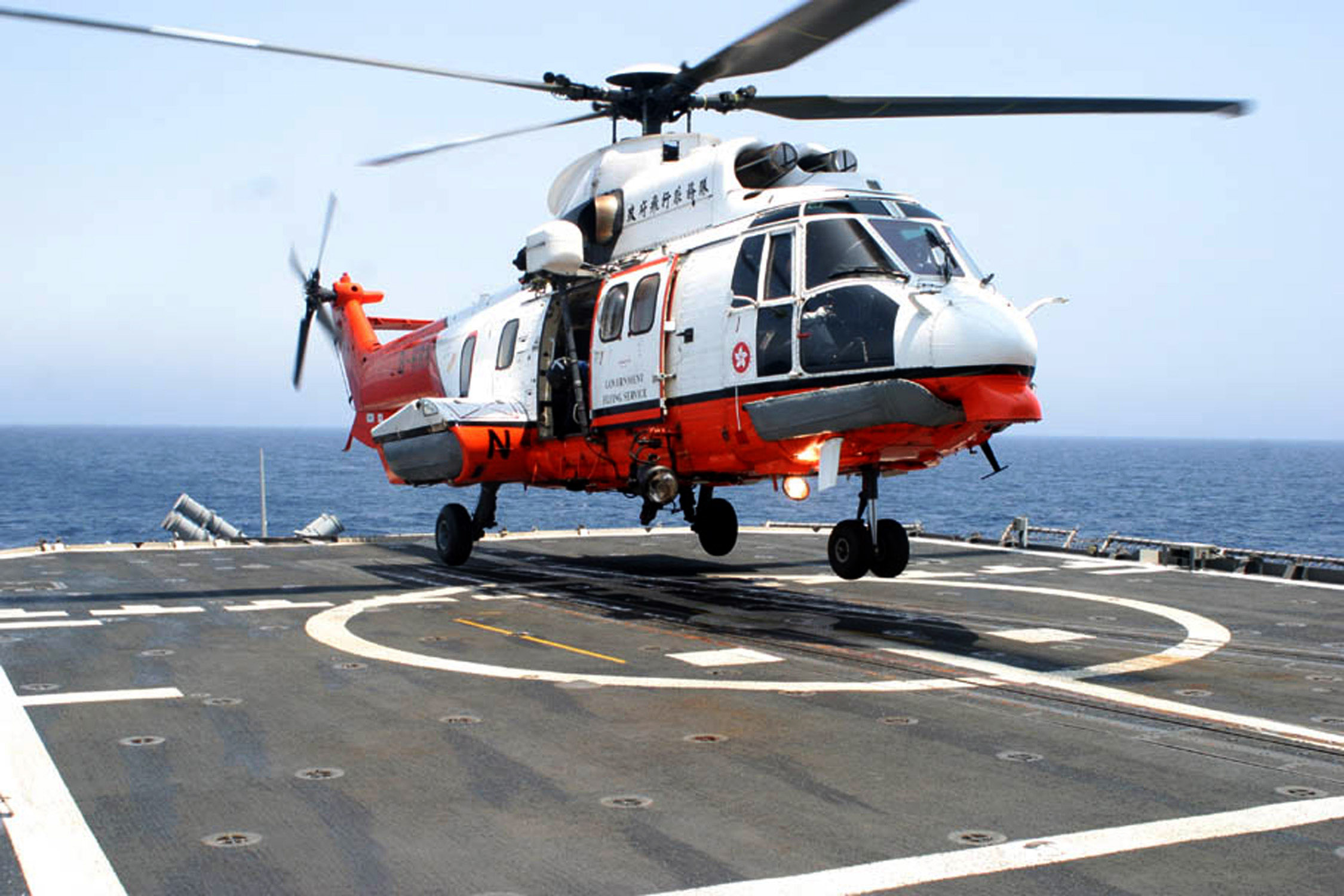
Super Puma du GFS sur le USS Mobile Bay

- Eurocopter EC 155B1 Dauphin

B-HRU
B-HRV
B-HRW
B-HRY
- Eurocopter AS 332L2 Super Puma

B-HRL
B-HRM
B-HRN
- British Aerospace Jetstream 41

B-HRS
B-HRT